# Woomy Schmidt
Wolfgang Michael Schmidt (* 28. Juni 1945 in Essen; † vor dem 26. Mai 2018 in Baden-Baden) war ein deutscher Journalist, Publizist sowie Radio- und TV-Moderator.

## Leben
Schmidt volontierte ab 1965 bei der Westdeutschen Allgemeinen Zeitung in Essen. 1966 berichtete er als erster Tageszeitungsjournalist von der bevorstehenden Deutschland-Tournee der Beatles. 1967 wechselte er zur Neuen Ruhr Zeitung. 1968 übernahm er die Musikredaktion der Zeitschrift Schallplatte. 1970 wurde er Leiter der Pressestelle der Intercord Tongesellschaft in Stuttgart. 1978 war er Mitgründer der Zeitschrift AUDIO. Zunächst war er Leiter der Musikredaktion, später geschäftsführender Redakteur. 1983 wechselte er zum SWF3 nach Baden-Baden. Dort war er als Musikkritiker, Moderator von SWF3 Funkboutique, SWF3 Radioclub, SWF3 Music Hall und anderen Sendungen tätig. 1998 folgte ein Wechsel zum SWR-Fernsehen und eine Übernahme der SWR-Jazzredaktion als  Moderator der regelmäßigen TV-Sendung Jazz Masters, Redakteur und Moderator der 24-Stunden-3sat-Sendung Concerto Massimo - All That Jazz Silvester/Neujahr 2000/2001 sowie Musikexperte in der TV-Sendung Kaffee oder Tee. 
Schmidt war als Jazzpublizist tätig und drehte TV-Dokumentationen, unter anderem eine solche über den Jazz-Pianisten Monty Alexander, die 2002 beim TV-Festival von Venedig ausgezeichnet wurde.
Er gründete und leitete zehn Jahre das SWF/SWR-Jazzfestival im Europa-Park Rust bei Freiburg. Wolfgang Michael Schmidt war verheiratet und lebte bei Baden-Baden und in Florida. Er starb 2018 in Baden-Baden.

## Produktionen
Neben seiner Karriere als Journalist und Moderator arbeitete Woomy Schmidt als Schallplattenproduzent in dem von Klaus Heiligenstühler 1980 gegründeten Direktschnittlabel Jeton und war als Produzent unter anderem für Knock Out von Schlagzeuger Charly Antolini mit verantwortlich. Schmidt produzierte Schallplatten mit Bassist Ray Brown, Saxophonist Johnny Griffin und Pianist Monty Alexander. In Europa produzierte er unter anderem Chris Barber und Mr. Acker Bilk. Er arbeitete auch mit den Liedermachern Reinhard Mey, André Heller und Georg Kreisler zusammen. Er produzierte die zwei Everblacks-Alben des letzteren. Ein weiterer Künstler, mit dem er arbeitete, war der Literat und Kabarettist Hanns Dieter Hüsch. Mit Dieter Hallervorden produzierte er dessen erstes Album Mit dem Gesicht.

## Publikationen
Woomy Schmidt schrieb neben Pop-Lexika (1975) und mehreren Musiker-Biographien den Ruhrgebietsroman Beat, der 2000 bei Rütten & Löning/Aufbau Verlag Berlin erschien. 2004 wurde der Roman unter dem Namen Girls Girls Girls vom Heyne Verlag neu aufgelegt.

## Tätigkeiten
Zuletzt war Schmidt als Fernsehregisseur im Bereich Musik und als Publizist tätig. Regiearbeiten umfassen unter anderem Randy Newman, Herbie Hancock, Joe Jackson und Annie Ross.